# Bačkov
Bačkov – wieś (obec) na Słowacji położona w kraju koszyckim, w powiecie Trebišov. Pierwsze wzmianki o miejscowości pochodzą z 1320 roku. 
Według danych z dnia 31 grudnia 2012 roku, wieś zamieszkiwało 655 osób, w tym 331 kobiet i 324 mężczyzn.
W 2001 roku rozkład populacji względem narodowości i przynależności etnicznej wyglądał następująco:
- Słowacy – 99,18%
- Czesi – 0,49%
- Romowie – 0,16%

Ze względu na wyznawaną religię struktura mieszkańców kształtowała się w 2001 roku następująco:
- Katolicy rzymscy – 37,54%
- Grekokatolicy – 56,72%
- Ewangelicy – 0,49%
- Ateiści – 4,59%
- Nie podano – 0,33%